# فايف سيمنتون
ولد فايف سيمنتون في 12 اب/أغسطس من سنة 1945 في مدينة نيويورك وكان فايف سيمتون حاكما لولاية أريزونا الأمريكية ما بين عامي 1991-1997 وينتمي فايف سيمنتون إلى الحزب الجمهوري الأمريكي.